# 佐藤慎太郎
佐藤 慎太郎（さとう しんたろう、1976年11月7日 - ）は、日本の競輪選手である。福島県東白川郡塙町出身。日本競輪学校（当時。以下、競輪学校）第78期卒業。日本競輪選手会福島支部所属。選手登録番号13162。師匠は添田広福。ホームバンクは泉崎国際サイクルスタジアム。初出走は1996年8月14日のいわき平競輪場で初勝利も同レース。2019年KEIRINグランプリ優勝。血液型はAB型。

## 戦績
小学生時代はソフトボールをやっており、中学では野球部に所属していた。学校法人石川高等学校を経て、競輪学校には2度目の受験で合格し第78期生として入学。
デビューしばらく後、追込戦法に転向してからは名を知られるようになり、2003年の読売新聞社杯全日本選抜競輪優勝によりトップクラスの地位を確立した。以降も2004年に高松競輪場で共同通信社杯競輪、2005年に武雄競輪場でふるさとダービーの優勝を果たしている。
2004年はG1優勝なしで賞金ランキング1位で出場し、2005年は賞金ランキング2位でグランプリ出場、2006年は賞金ランキング最後枠の6位で出場した。
KEIRINグランプリには初出場となった2003年から2006年まで4年連続、2019年から2023年まで5年連続で出場しており、それを含めてGP・GIの決勝進出回数は実に42回に及ぶ。
その後、落車による大ケガが原因で長い間スランプに見舞われたが、2010年に地元開催のオールスター競輪決勝で山崎芳仁の2着に入り、これにより年間獲得賞金額が上位となったため2011年度のS級S班（当時は18人で構成）に選出された。
2019年にはGI決勝2着を2回（全日本選抜とオールスター）などで賞金上位（5位）となって、13年ぶりにKEIRINグランプリへの出場が決定した。またこれにより、自身9年ぶり2度目となる2020年度のS班入りも果たした（9人制に変わってからは初）。そして12月30日に立川競輪場で行われたKEIRINグランプリ2019において、マークした同県の新田祐大の番手から直線強襲し初優勝を飾った。43歳1ヶ月での優勝は山口幸二（2011年に43歳5ヶ月で優勝）に次ぐ歴代2位の高齢優勝記録となった。
翌2020年も獲得賞金上位(6位)でKEIRINグランプリに出場して3着。
2021年から2023年にかけて、3年連続で日本選手権競輪の決勝3着以内(2021年と2023年は3着、2022年は2着)に入った。
2023年、日本選手権競輪の決勝3着の他に高松宮記念杯競輪や寛仁親王牌競輪決勝2着でKEIRINグランプリ2023に獲得賞金ランキング4位で出場。
2024年、特別競輪の決勝進出したのは平塚競輪場で開催されたオールスター競輪の5着のみだったため5年連続在籍したS級S班から陥落してしまった。

## 主な獲得タイトル
- 2003年 - 読売新聞社杯全日本選抜競輪（高知競輪場）
- 2019年 - KEIRINグランプリ2019（立川競輪場）

## 競走スタイル
2024年のS級S班選手の中で唯一、完全な追い込み型の選手である。直線の差し脚だけでなく、目標にできる先行選手がいない場合の位置確保に長けている。また失格が非常に少ないことも特筆できる。2004年には全てのGIで決勝戦進出を果たした。
北日本の先行選手が豊富であることも好材料となり、ビッグレースの上位入着数を稼いでいる。

## エピソード
- 2007年から2008年にかけて放送された競輪のCM『9ways』で、9番車として「鳶」の設定で出演していた。
- 同じ福島支部に同姓同名の選手（83期・選手登録番号13533）が所属しているが、間違いを避けるため「佐藤愼太郎」として登録されており、「新」「旧」の表記で区別している専門誌などもある。83期の佐藤は2023年下期に、デビューから24年かけて初のS級1班昇格を決めているが、同姓同名であるため本記事の佐藤慎太郎・83期の佐藤愼太郎は原則として同じ開催には斡旋されない。
- 2016年12月23日、通算取得賞金10億円を突破した（歴代27人目）[8]。
- 4人兄弟姉妹の長男(7歳下の弟・真史と双子姉妹がいる)として誕生。
- 競艇選手の桐生順平は義理の弟に当たる（佐藤の妹の夫）[9]。
- 2011年3月の東日本大震災発生後は、山崎芳仁らと同様に、福島支部に籍を残しながら練習拠点を沖縄に移した[10]。同じジムでシェイプアップ目的でパワーマックスをやっていた比嘉真梨代（当時は琉球大学財務部職員）を見かけ、競輪に生かしたらどうかと声をかけ、競輪学校入りとガールズケイリンデビュー（沖縄114期）のきっかけを作った[11]。2018年現在の練習仲間の一人でもある[12]。
- 阪神タイガースの熱烈なファンであることを公言している[13]。そのため、KEIRIN.JPの選手プロフィールではタイガースのユニフォームを模したウェアを着た写真が掲載されており、競走で着用するユニフォームにはデイリースポーツの広告が掲載されている。
- SNS（twitter・instagram）では「ガハハ！」を決めゼリフにすることが多い。このため、ファンからは「ガハハ」あるいは「ガハハさん」と称されている。
- 本人はソフトボール且つ野球経験者であるが、サッカーのキングカズこと三浦知良のような感じがしているから「キング佐藤慎太郎」とも呼ばれることもある。このため「限界？気のせいだよ！」が名台詞である（このタイトルの著書も生まれた）。

## 著書
- 限界？ 気のせいだよ！（2025年2月27日、KADOKAWA） ISBN 978-4041151235